# Новополтава (Хабарский район)
Новополтава — упразднённое село в Хабарском районе Алтайского края России. Располагалось на территории современного Тополинского сельсовета. Упразднено в 1993 г.

## География
Располагалось в 12 км к северо-востоку от села Топольное.

## История
Основано в 1910 г. В 1928 г. деревня Ново-Полтавка состояла из 66 хозяйств. Центр Ново-Полтавского сельсовета Ново-Алексеевского района Славгородского округа Сибирского края.

## Население
В 1926 г. в деревне проживало 357 человек (171 мужчин и 186 женщин), основное население — украинцы.